# Teresa Salgueiro
Maria Teresa Salgueiro (Lisboa, 8 de enero de 1969) es una cantante y compositora portuguesa. Integró Madredeus, grupo portugués de música, desde 1987 hasta 2007.

## Biografía
Maria Teresa Salgueiro nació en Lisboa, hija de un comerciante de telas y una telefonista, que vivían en Amadora, ciudad de la periferia de Lisboa. Desde muy pequeña, le gustaba cantar y escuchar música, pero nunca pensó en que tuviera cualidades excepcionales como cantante. Pese a ello, a los 16 años, era vocalista de los Amanti, grupo de neo-punk y le gustaba pasar el tiempo en los cafés y tabernas de Lisboa, donde todavía se podía escuchar y cantar fado, género denostado por su emparejamiento al régimen del dictador Salazar. Cuando comencé a cantar, en 1986, decía que me gustaba el fado de la tradición de Amália [Rodrigues] y la gente me preguntaba por qué, si estaba conectado con el antiguo régimen. Yo estaba con esa música que había viajado por el mundo. Ella sola, con una guitarra y una viola, daba un gran espectáculo. Era una cantante internacional, comentó Salgueiro al respecto.

### Madredeus
Fue en una de esas tabernas donde una noche, dos desconocidos le pidieron si quería ir a una audición para un nuevo grupo que estaban formando: Teresa dijo que sí y fue la semilla que germinó el grupo llamado Madredeus. Era 1987 y, por aquel entonces, Madredeus lo formaban el guitarrista y productor Pedro Ayres Magalhães, Francisco Ribeiro en el violoncelo, Gabriel Gomes en el acordeón y Rodrigo Leão en los teclados. Más tarde, en 1994, el grupo empezó a tomar otros derroteros y, finalmente, un año después, el grupo dejaría de tener acordeón y violonchelo para decantarse por la guitarra clásica y la acústica. También el teclista, Rodrigo Leão, dejó el grupo. Así pues, la formación final de Madredeus seguía formada por Pedro y Teresa, Fernando Júdice, José Peixoto y Carlos Maria Trindade, músicos de sobrada experiencia.
Teresa Salgueiro se caracteriza por una voz sumamente vibrante, que se podría catalogar como soprano. Su presencia escénica la caracterizan como brillante, elegante y acogedora, siendo esa, con su voz, su característica principal. Al interpretar, acompasa la respiración con el movimiento de sus manos.
Entre 1987 y 2007, Madredeus vendió más de cinco millones de álbumes en el mundo. Participó como primera actriz en Historias de Lisboa, una película de Wim Wenders. 

### Carrera solista
Su primer álbum solista fue Obrigado (2006), donde participó con varios artistas, como José Carreras, Caetano Veloso, Angelo Branduardi, entre otros. A partir de 2007, el grupo tomó un año sabático, para concentrarse en esfuerzos individuales.
Además de otros dos álbumes en 2007, en compañía del Septeto João Cristal ("Você e Eu") y el Lusitania Ensemble  ("La Serena") - que exploró diversos universos musicales mostrando su carácter polifacético como intérprete -, se presentó con estos proyectos por dos años, con un programa regular de conciertos en Europa, Brasil y México. 
En 2007 es invitada por el compositor polaco Zbigniew Preisner y participa como la voz de solo en el álbum Noche silenciosa y Sueños. Con este concierto, que tuvo su estreno en la Acrópolis, en Atenas, estuvo en el escenario en varias ciudades europeas como París, Londres o Plock. 
El 30 de junio de 2007, Teresa Salgueiro se presentó en el Teatro San Carlo, en Nápoles, invitada por el cuarteto de cuerdas Solis a cantar un repertotio de canciones nostálgicas de la tradición musical napolitana. Dos años después, en 2010, inicia el concierto  Canti Navigant, que tiene premieres en selectas ciudades de Italia. 
El 28 de noviembre de 2007 anunció su salida de Madredeus junto a José Peixoto y Fernando Júdice. 
Ya como artista independiente, en agosto de 2008, con la idea de reunir un repertorio que retrataría diferentes épocas, las tradiciones y costumbres de regiones portuguesas, se reúne otra vez con el Lusitania Ensemble y así nació el álbum Matriz, cuyos conciertos se presentaron en Europa y África. 
Voltarei à Minha Terra fue un viaje por la memoria colectiva de la música portuguesa del siglo. XX. Con una nueva visión, Teresa Salgueiro asumió la dirección de los arreglos musicales que dibuja un lenguaje original que refleja un universo poético, nacido del sentimiento y el idioma portugués. 
El viaje de 25 años de ininterrumpida dedicación a la música por parte de Teresa Salgueiro ahora culmina en la creación de piezas originales nacidas del encuentro de Teresa y los músicos elegidos. Y por primera vez, se dedicó a escribir la letra y música de todas las canciones. 
Más de nueve meses, del noviembre de 2010 al julio de 2011, desarrolló los conceptos e ideas cristalizadas en formas musicales. 
Invitó a António Pinheiro da Silva, con quien compartió los primeros diez años de grabaciones y conciertos de su vida, para coproducir este nuevo álbum. 
Durante el mes de agosto de 2011, se retiraron al Convento de Arrábida, en los alrededores de la Sierra de Arrábida, y establecieron un estudio de grabación donde grabaron los diecisiete temas que componen el álbum O Mistério.

## Discografía en solitario
- 2012 - O Mistério - Clepsidra
- 2016 - O Horizonte - Lemon
- 2016 - La golondrina y el horizonte - Lemon

## Álbumes en colaboración
- 2005 - Obrigado - EMI
- 2007 - Você e Eu - EMI
- 2007 - La Serena con Lusitânia Ensemble - Dasein/Farol
- 2007 - Silence, Night and Dreams, con Zbigniew Preisner.
- 2009 - Matriz - con Lusitânia Ensemble - Farol

## Otras colaboraciones
- Sétima Legião - Ascensão (1989)
- Banda Sonora de Non, ou a Vã Glória de Mandar (1990)
- Orfeão Dr. Edmundo Machado de Oliveira - Olhos Negros (1990)
- Rodrigo Leão - Ave Mundi Luminar / Carpe Diem (1993)
- Cora - Sol Nascente (Harukanaru Taiyou) (1993)
- Cora - A Promessa (1995)
- António Chaínho - A Sombra (Fado Nocturno) / Fado da Boa Sina (1998)
- Carlos Nuñez - Maria Soliña (1999)
- Angelo Branduardi - Nelle Palludi di Venezia... (2000)
- Onar - I Balada Tou Nerou Tis Thalassas (2000)
- Rão Kyao - Deus Também Gosta de Fado (2001)
- Aldo Brizzi - Mistério de Afrodite (c/ Caetano Veloso) / Ondas (c/ Zeca Baleiro) (2003)
- Sérgio Godinho - Pode Alguém Ser Quem Não É (2003)
- Pirilampo Mágico - Faz a Magia Voar (2003)
- José Carreras - Haja o Que Houver (2004)
- No Data - Vivo Deste Quase Nada (2006)
- Mulher Passa a Palavra - Woman (2008)
- Zbigniew Preisner - To Die (2007)

## Filmografía
- 1994 : Lisbon Story, de Wim Wenders
- 2007 : Rio Turvo, de Edgar Pêra

## Premios y reconocimientos
- 1995 - Oficial de la Orden del Infante Don Enrique
- 2022 - Recibió uno de los Premios El Club de las 25  que anualmente otorga la asociación feminista El Club de las 25, año coincidente con el 25 aniversario de su existencia.[6]